# Stenia cerialis
Stenia cerialis là một loài bướm đêm trong họ Crambidae.